# Mistik
Mistik je oseba, ki sprejema filozofijo mistike kot neposredno dojemanje verske resnice in Boga z meditativnim poglabljanjem, ki se opravlja in pripravlja z različnimi tehnikami. S krščansko mistiko se ukvarjajo predvsem vzhodne Cerkve, pri Rimoskokatoliški Cerkvi pa so med drugim njeni predstavniki cerkveni učitelji:
- sveti Bernard iz Clairvauxa
- mojster Johanes Eckhart
- Ignacij Lojolski
- Terezija Ávilska
- sveti Janez od Križa
- Jakob Böhme